# Laxton (Northamptonshire)
Pour les articles homonymes, voir Laxton.
Laxton est une paroisse civile et un village du Northamptonshire, en Angleterre.